# Leptotarsus gymnocerus
Leptotarsus gymnocerus är en tvåvingeart som först beskrevs av Alexander 1938.  Leptotarsus gymnocerus ingår i släktet Leptotarsus och familjen storharkrankar. Inga underarter finns listade i Catalogue of Life.